# Spongia mokohinau
Spongia mokohinau är en svampdjursart som beskrevs av Cook och Patricia R. Bergquist 200. Spongia mokohinau ingår i släktet Spongia och familjen Spongiidae. Inga underarter finns listade i Catalogue of Life.